# امبری فائی
امبری فائی (انگلیسی: Emerse Faé؛ زادهٔ ۲۴ ژانویهٔ ۱۹۸۴) یک بازیکن فوتبال سابق اهل فرانسه است که در پست هافبک بازی می‌کرد. او در فرانسه متولد شد و برای تیم های ملی فرانسه در سطح جوانان و برای تیم ملی ساحل عاج در سطح بین المللی بزرگسالان بازی کرد.
وی هم‌اکنون مدیر تیم‌ ملی فوتبال ساحل عاج است.